# ガリ

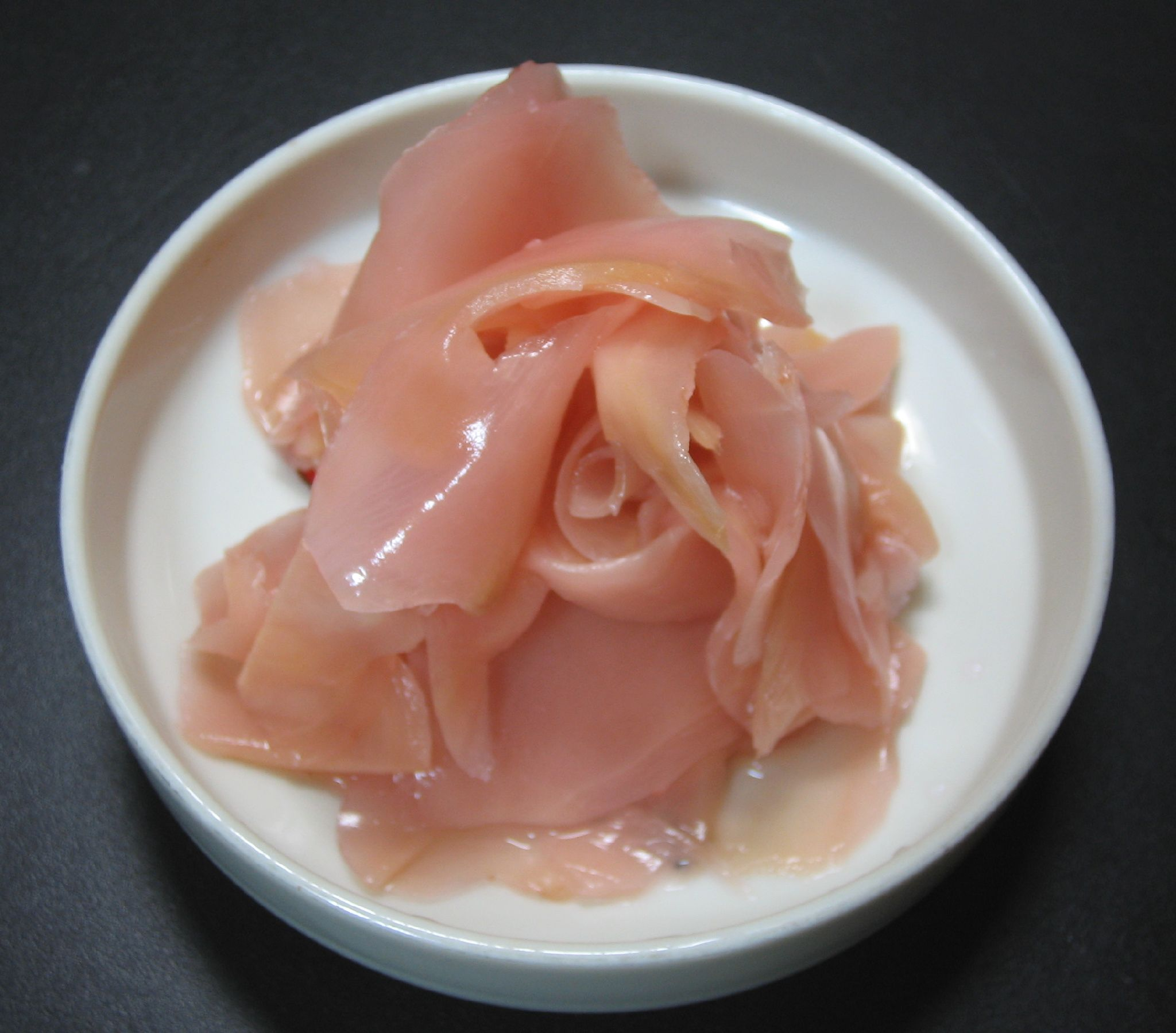
皿に盛ったガリ

ガリとは、甘酢ショウガのことであり生姜の調味酢漬。生姜を薄く切って甘酢漬けにしたものである。寿司屋で用いられる業務用の商品などは甘酢平切紅生姜などの名称で袋詰めして販売されている。紅生姜の薄切りと混同されることもあるが別のものである。

## 概要
塩蔵したショウガの根茎（イモショウガ）をスライスして脱塩し（塩度3〜4%程度）、それを調味酢で漬け込んだものである。
握り寿司などの添え物の一種である。歯触りのよい食感に、さっぱりとした辛味と甘酸っぱい味がする。魚の臭みを消してくれるので、寿司を一貫食べた後につまむと舌が新しくなって次がおいしく食べられる。ガリを醤油につけ、それを寿司に乗せて食べる、という寿司の食べ方は一般的でない。
新生姜で製するガリは特に色素を入れなくても、酢の作用でピンク色に色づく。ひね生姜の場合はほとんど色づかない。しかし、商業上の理由から天然色素や人工着色料を使って色をつけて売られているものが多い。
いわゆる白ガリはスライスした生姜を次亜硫酸ナトリウムで下処理したものである。

## 語源
食感がガリガリするところから、あるいはショウガを刃物で薄く削るときにガリガリと音がするところからこの名がついた。いずれも醤油をムラサキ、酢飯をシャリ、茶をアガリと呼ぶのと同じ寿司屋の符牒であるため、本来は客が使うべきではない言葉であるが、普通名詞として一般化している。

## 薬理的効果
生姜には殺菌効果は無く食中毒を防げないが、一部の大腸菌群( Escherichia coli O157)に対し食酢による抗菌作用が期待できる。また、生魚は身体を冷やすが、生姜の辛味成分「ギンゲロール」は健胃・発汗作用があり、身体を温める効果がある。